# Valió la pena (álbum)
Valió la pena es el título del octavo álbum de estudio grabado por el cantautor puertorriqueño-estadounidense Marc Anthony. Fue lanzado al mercado bajo los sellos discográficos Sony Discos y Columbia Records el 27 de julio de 2004. El álbum Valió la pena fue dirigido y producido por Sergio George y cuenta con 8 canciones. El álbum es una regrabación de las canciones del anterior, Amar sin mentiras, pero en salsa. Tres canciones del anterior álbum no fueron incluidas y el bolero clásico "Lamento borincano" de Rafael Hernández es añadido al álbum. Al igual que el anterior álbum, Valió la pena llegó a ser número uno en la lista de éxitos Top Latin Albums de Billboard y Tropical Albums de Billboard.

## Lista de canciones
| Valió la pena |                                    |                                                                                    |          |  |
| N.º           | Título                             | Escritor(es)                                                                       | Duración |  |
| 1.            | «Valió la pena»                    | Estéfano* · Marc Anthony**                                                         | 4:50     |  |
| 2.            | «Escapémonos» (con Jennifer Lopez) | Estéfano · Julio C. Reyes**                                                        | 5:32     |  |
| 3.            | «Ahora quién»                      | Estéfano · Julio C. Reyes                                                          | 5:10     |  |
| 4.            | «Tu amor me hace bien»             | Estéfano                                                                           | 5:01     |  |
| 5.            | «Volando entre tus brazos»         | Estéfano · Julio C. Reyes                                                          | 5:19     |  |
| 6.            | «Amigo»                            | Roberto Carlos · Erasmo Carlos Adapt. al español: Buddy McCluskey · Mary McCluskey | 4:13     |  |
| 7.            | «Se esfuma tu amor»                | Estéfano · José Luis Pagán                                                         | 4:38     |  |
| 8.            | «Lamento borincano»                | Rafael Hernández                                                                   | 5:05     |  |
| 39:47         |                                    |                                                                                    |          |  |

Notas:
- (*) Letra solamente.
- (**) Música solamente.[2]

## Posiciones en la lista de éxitos

### Álbum
| Año  | Conteo                          | Álbum         | Posición |
| ---- | ------------------------------- | ------------- | -------- |
| 2004 | The Billboard 200               | Valió la pena | 122      |
| 2004 | Billboard Top Latin Albums      | Valió la pena | 1        |
| 2004 | Billboard Top Tropical Albums   | Valió la pena | 1        |
| 2006 | Billboard Latin Tropical Albums | Valió la pena | 1        |
| 2006 | Billboard Top Latin Albums      | Valió la pena | 1        |
| 2006 | Billboard Top Tropical Albums   | Valió la pena | 1        |

### Sencillos
| Año  | Conteo                           | Sencillo                 | Posición |
| ---- | -------------------------------- | ------------------------ | -------- |
| 2004 | Billboard Hot Latin Tracks       | Valió la pena            | 9        |
| 2004 | Billboard Latin Pop Airplay      | Valió la pena            | 16       |
| 2004 | Billboard Latin Tropical Airplay | Valió la pena            | 1        |
| 2005 | Billboard Latin Tropical Airplay | Volando entre tus brazos | 11       |

### Sucesión y posicionamiento
| Predecesor: Veintisiete de Los Temerarios | U.S. Billboard Top Latin Albums — Álbum N°. 1 14 de agosto de 2004 - 20 de agosto de 2004 | Sucesor: Sin riendas de Bronco: El Gigante de América |

| Predecesor: The Last Don Live de Don Omar | U.S. Billboard Tropical Albums — Álbum N°. 1 14 de agosto de 2004 - 10 de septiembre de 2004 | Sucesor: Auténtico de Gilberto Santa Rosa |